# Zyzomys palatilis
Zyzomys palatilis е вид гризач от семейство Мишкови (Muridae). Видът е критично застрашен от изчезване.

## Разпространение и местообитание
Разпространен е в Австралия.
Обитава гористи местности, склонове и каньони.

## Описание
Теглото им е около 123 g.
Продължителността им на живот е около 6,2 години.